# Tino Schneider
Tino Schneider (* 31. März 1991) ist ein Schweizer Politiker (Die Mitte, vormals CVP). Seit 2014 ist er Mitglied des Bündner Grossen Rates (Kreis Chur) und seit 2016 Mitglied im Präsidium der CVP Schweiz.

## Leben
Schneider besuchte die Bündner Kantonsschule in Chur und schloss 2014 an der Universität Bern den Bachelor in Geschichte ab. Ab 2015 absolvierte er den Master-Studiengang Weltgesellschaft und Weltpolitik an der Universität Luzern, den Schneider im Herbstsemester 2017 erfolgreich beendete.
Im Jahr 2014 wurde Schneider für die CVP in den Bündner Grossen Rat gewählt. Dort ist er Mitglied der Geschäftsprüfungskommission (GPK). An der Delegiertenversammlung der Jungen CVP Schweiz vom 7. November 2015 wurde Schneider als Präsident der Jungpartei gewählt. Ein Jahr später folgte zudem die Wahl in das Präsidium der CVP Schweiz. An der Delegiertenversammlung der Jungen CVP Schweiz vom 14. Oktober 2017 wurde Tino Schneider in seinem Amt als Präsident bestätigt und für eine weitere zweijährige Amtszeit wiedergewählt.
Am 10. Juni 2018 wurde Schneider in den Grossen Rat des Kantons Graubündens wiedergewählt. Dort amtet er als Vizefraktionschef der CVP-Fraktion, welche mit 30 Mitgliedern die zweitstärkste Kraft im Kantonalparlament ist.